# Нор Мармара
„Нор Мармара“ (на арменски: Նոր Մարմարա; на турски: Yeni Marmara) е ежедневен вестник на арменски език, издаван в Истанбул от 1940 г. Вестникът публикува новини, свързани с арменците в Турция, и статии за арменското изкуство и култура. Отпечатва се в четири черно-бели страници всеки ден, с изключение на неделя. Веднъж седмично се публикува и приложение към вестника на турски език. Приложението на турски се публикува в петък и съдържа събитията от седмицата.

## История
Вестникът е създаден от Сурен Шамлъян през 1940 г. През първите години от основаването си той излиза веднъж на всеки три дни, а скоро след това започва да излиза ежедневно. След смъртта на първия собственик и основател вестника той се поддържа от неговата дъщеря. На 27 октомври 1967 г., след като семейството се установява в Канада, собственик и главен редактор на вестника става Робер Хадеджиян.